# Tinama samotářská
Tinama samotářská (Tinamus solitarius) je pták z čeledi tinamovití. Tento druh pochází z Atlantického lesa ve východní Brazílii.

## Popis
Tinama samotářská je velký hnědý pták s hustým černým pruhováním. Jeho krk, hrudník a boky jsou šedé, zatímco břicho je bílé. Má tmavě hnědou korunu a bílou šíji na své žlutohnědé hlavě a krku, což kontrastuje s výraznou béžovou linií, která se vyskytuje z boku na krku. Dosahuje průměrné délky 45 cm.

## Výskyt
Tento pták se vyskytuje na jihovýchodě Bahie, ve východním Minas Gerais, Espírito Santo, Rio de Janeiru, São Paulu, východním Mato Grosso do Sul, Paraná, Santa Catarina a v severní části státu Rio Grande do Sul. Také se nachází na jihovýchodě Paraguaye a v severovýchodní části Argentiny v provincii Misiones.

## Chování
Stejně jako ostatní ptáci z čeledi tinamovití, klade zvláštně tvarovaná vejce s lesklou, barevnou skořápkou a potravu si hledá ve formě ovoce a semínek na zemi nebo nízko rostoucích rostlinách. Samec se stará o inkubaci vajec, která jsou umístěna v hnízdě na zemi, a také se stará o mláďata po krátkou dobu, než se osamostatní.

## Ekologie
Tinama samotářská se vyskytuje v nížinných vlhkých tropických lesích a horských lesích až do nadmořské výšky 1 200 m n. m. Ráda obývá sekundární lesy a může být docela běžná i na intenzivně využívaných plochách, do jisté míry toleruje selektivní těžbu lesa. Neupřednostňuje velké plantáže s exotickými druhy. V málo dotčeném ekotonu mlžného lesa mohou existovat životaschopné populace v lesních fragmentech o velikosti až 400 hektarů.

## Zachování
Tento druh je v současnosti ohrožen neustále probíhající deforestací způsobenou urbanizací, industrializací, rozšiřováním zemědělství a výstavbou silnic. Také je nadměrně loven. V důsledku toho ho Mezinárodní svaz ochrany přírody (IUCN) zařazuje mezi téměř ohrožené druhy a brzy by mohl být považován za zranitelný, s rozsahem výskytu přibližně 990 000 km2. Populace, která byla dříve považována za T. s. pernambucensis, je buď velmi vzácná, nebo již vyhubená. Tito severní ptáci byli v historických dobách vždy poměrně vzácní, s pravděpodobně ne více než 6 exempláři v muzeích.
Bylo pozorováno, že tento druh není obtížné zavést do vhodného prostředí. Bylo zjištěno, že samotné tinamy se udržují ve významném počtu v lesním fragmentu o rozloze 610 hektarů, kde nebyli původně nalezeni. Mezinárodní svaz ochrany přírody (IUCN) jej nepovažuje za globálně ohrožený druh.